# Richard Andriamanjato
Richard Mahitsison Andriamanjato (31 de julio de 1930-16 de mayo de 2013) fue un político malgache.

## Biografía
Después de dejar la educación, Andriamanjato se convirtió en pastor y abrazó la causa nacionalista. Desde 1950 a 1957, estudió en Francia. En 1957, acudió a la Confenrencia de Bandung y se convirtió en la figura líder del movimiento nacionalista en oposición a Philibert Tsiranana. Fue el sucesor de la figura nacionalista Pastor Ravelojaona como pastor del Templo Ambohitantely en Antananarivo.
Andriamanjato se unió al Consejo de la Federación Protestante de Madagascar y fue nombrado presidente del Consejo de las Iglesias de África, miembro del Consejo Mundial de Iglesias y director del Instituto Cristiano por la Paz.
Andriamanjato fue un comunista convencido. En 1958, fundó el Partido del Congreso de la Independencia de Madagascar (AKFM), que desarrolló lazos con el Partido Comunista Francés y fue la principal oposición durante más de una década. En 1959, fue elegido Alcalde de Antananarivo.
En 1972, Andriamanjato apoyó a Didier Ratsiraka, y en 1976 condujo al AKFM al Frente Nacional de Defensa de la Revolución, la coalición de gobierno. Partidario de Albert Zafy, se separó de Ratsiraka y el AKFM en 1989 para formar el Partido del Congreso de la Independencia de Madagascar - Renovación. De 1991 a 1993, fue copresidente del Comité de Transición para la Recuperación Económica y Social junto con Manandafy Rakotonirina; en 1993 fue elegido presidente de la Asamblea Nacional de Madagascar, ocupando ese cargo hasta 1998. Estuvo en el partido hasta las elecciones de 1996 donde su partido recogió el 4.94% de los votos.
Desde mediados de los 90 hasta su muerte, Andriamanjato estuvo apartado de la vida pública. Su hio, Ny Hasina Andriamanjato, también es político.